# 행위

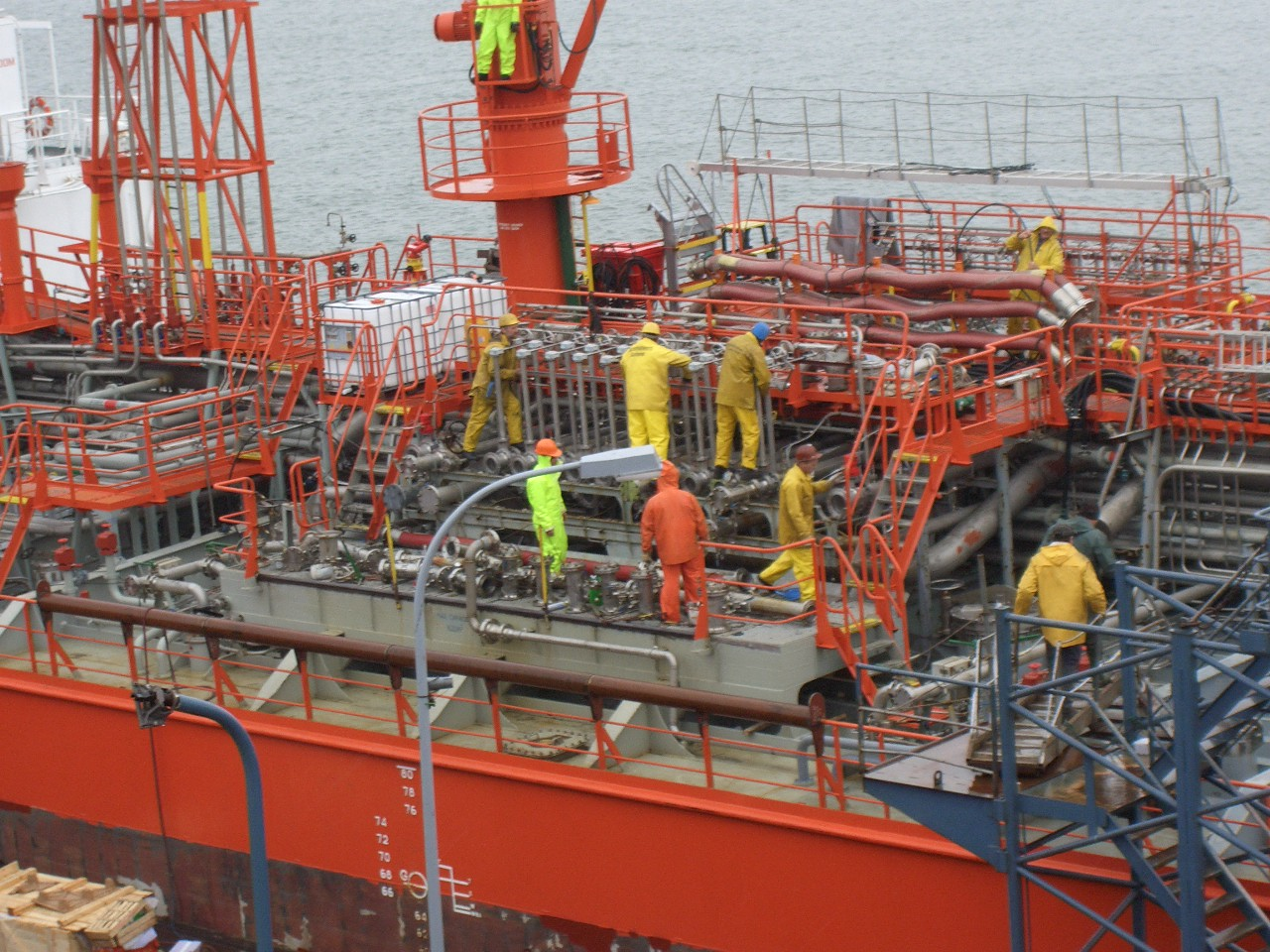

행위(行爲)는 반사적(反射的)·본능적 행동과는 달리 이것저것을 잘 생각한 끝에 어떤 일(목적)을 하고자 결의하여 그것을 실행하는 것이다. 물론 일부러 어떤 일을 하지 않는다고 하는 이른바 부작위(不作爲)의 행동 또한 하나의 행위(소극적 행위)이다. 그리고 선·악에 관계되는 행위가 도덕적 행위이다.

## 같이 보기
- 행동
- 부정 행위